# Rudolf Gaedechens
Rudolf Gaedechens, auch Rudolph Gaedechens  (* 28. April 1834 in Hamburg; † 4. Oktober 1904 in Blankenburg am Harz), war ein deutscher Klassischer Archäologe.
Rudolf Gaedechens, Sohn des Kaufmanns Otto Christian Gaedechens, der auch auf dem Gebiet der Numismatik tätig war, studierte nach dem Besuch des Johanneums ab 1854 an der Universität Göttingen, hier wurde er auch Mitglied der Burschenschaft Brunsviga. Er studierte zunächst Theologie, ab dem zweiten Semester Altertumswissenschaften. Hier wurde er von dem Archäologen Friedrich Wieseler gefördert, bei dem er 1859 mit einer Arbeit über den Meeresgott Glaukos promoviert wurde. Daran anschließend arbeitete er in Paris mit dem Duc de Luynes an der Herausgabe des Nachlasses von Theodor Panofka. 1860/61 bearbeitete er die Antikensammlung der Fürsten von Waldeck auf Schloss Arolsen.
1863 habilitierte er sich an der Universität Jena mit einer Arbeit zur Ikonographie der Graien. An der Universität Jena wurde er 1865 zunächst außerordentlicher Professor. 1870/71 unternahm er eine längere Forschungsreise nach Italien. 1871 wurde er dann ordentlicher Professor und Direktor des Archäologischen Museums und des diesem angegliederten Akademischen Münzkabinetts in Jena. Daneben lehrte er als Professor für Kunstgeschichte und Ästhetik an der Kunstschule Weimar. Ab 1897 lehrte er aus Gesundheitsgründen nicht mehr in Jena. Die Zeit von 1898 bis zu seinem Tode verbrachte er in der Nervenheilanstalt Eyselein in Blankenburg.
Sein Hauptforschungsgebiet war die Ikonographie der griechischen Mythologie.

## Veröffentlichungen (Auswahl)
- Glaukos, der Meergott. Eine mythologisch-archäologische Abhandlung. Dissertation Göttingen 1859.
- Glaukos der Meergott. Göttingen 1860.
- Die Antiken des Fürstlich Waldeckischen Museums zu Arolsen. Arolsen 1862.
- De Graeis. Göttingen 1863 (= Habilitationsschrift).
- Der Becher des Ziegenhirten bei Theokrit I. v. 27–58. Jena 1868.
- Das Medusenhaupt von Blariacum. Bonn 1874.